# إريك هاكر
إريك هاكر (بالإنجليزية: Eric Hacker)‏ هو لاعب كرة قاعدة أمريكي، ولد في 26 مارس 1983 في دانكنفيل في الولايات المتحدة.

## وصلات خارجية
- إريك هاكر على موقع دوري كرة القاعدة الرئيسي (الإنجليزية)
- إريك هاكر على موقع دوري كوريا الجنوبية لكرة القاعدة (الإنجليزية)
- إريك هاكر على موقعبيزبول رفرنس.كوم (الدوري الرئيسي) (الإنجليزية)
- إريك هاكر على موقعبيزبول رفرنس.كوم (الدوري الثانوي) (الإنجليزية)
- إريك هاكر على موقع إي إس بي إن.كوم (أم.أل.بي) (الإنجليزية)
- إريك هاكر على موقع مشجعي الرسوم البيانية (الإنجليزية)